# Damanhur
Pour les articles homonymes, voir Fédération de Damanhur et Hermopolis.
Damanhur ou Damanhour (دمنهور en arabe, ϯⲙⲓⲛ̀ϩⲱⲣ en copte[réf. nécessaire]) est une ville d'Égypte, capitale du gouvernorat de Beheira.

## Cité de l'Égypte antique
| D46 | W19 | M17 | X1 · O49 |

| D46 | W19 | M17 | X1 · O49 |

| D46 | W19 | M17 | M17 | O49 | W24 | G5 | Z1 |

| D46 | W19 | M17 | M17 | O49 | W24 | G5 | Z1 |

| D46 · Aa15 | W19 | M17 | M17 | X1 · O49 | S3 | G6 | X1 · O49 |

| D46 · Aa15 | W19 | M17 | M17 | X1 · O49 | S3 | G6 | X1 · O49 |

Elle était autrefois la capitale du VIIe nome de Basse-Égypte, le nome du Harpon à cordes-côté occidental, et portait le nom de Dimin-Herou (Dmỉ-n-Ḥr.w), signifiant la Cité d'Horus, que les grecs nommèrent par la suite Hermopolis Mikra (Ἑρμοῦ πόλις μικρά). Le dieu Horus était donc particulièrement vénéré dans la ville, comme l'atteste le nom de cette dernière. Thot a également été associé à la ville, en effet les grecs, en nommant la ville Hermopolis, l'ont associée à Hermès, dieu que les Grecs ont associé à Thot. En tant qu'Hermopolis, la ville a été visitée par de célèbres savants de l'antiquité : Étienne de Byzance, Strabon, Claude Ptolémée et l'auteur de l'Itinéraire d'Antonin.